# Werbnoje (Kaliningrad)
Werbnoje (russisch Вербное, deutsch Darienen) ist ein Ort in der russischen Oblast Kaliningrad. Er gehört zur kommunalen Selbstverwaltungseinheit Stadtkreis Selenogradsk im Rajon Selenogradsk.

## Geographische Lage
Werbnoje am Südufer des Kurischen Haffs (russisch: Kurschski Saliw) liegt 24 Kilometer nördlich der Oblasthauptstadt Kaliningrad (Königsberg) und fünf Kilometer südöstlich der Rajonstadt Selenogradsk (Cranz) an der Kommunalstraße 27K-211, die Sosnowka (Bledau) mit Lugowskoje (Lobitten) verbindet. Die nächste Bahnstation ist Sosnowka an der Bahnstrecke Kaliningrad–Selenogradsk–Pionerski (Königsberg–Cranz–Neukuhren).

## Geschichte
Das vor 1946 Darienen genannte Dorf, das noch bis 1855 Wargienen hieß, wurde 1874 in den neu errichteten Amtsbezirk Bledau (heute russisch: Sosnowka) eingegliedert und gehörte zum Landkreis Königsberg (Preußen) (1939 bis 1945 Landkreis Samland) im Regierungsbezirk Königsberg der preußischen Provinz Ostpreußen.
Am 12. Juli 1909 wurde der – im Jahre 1895 insgesamt 143 Einwohner zählende – Ort in den Gutsbezirk Bledau (Sosnowka) eingemeindet und verlor damit seine Eigenständigkeit.
1945 kam Darienen wie die alle Ortschaften im nördlichen Ostpreußen zur Sowjetunion. Der Ort erhielt im Jahr 1947 die russische Bezeichnung Werbnoje und wurde gleichzeitig dem Dorfsowjet Cholmski selski Sowet im Rajon Primorsk zugeordnet. Später gelangte der Ort in den Wischnjowski selski Sowet. Von 2005 bis 2015 gehörte Werbnoje zur Landgemeinde Kowrowskoje selskoje posselenije und seither zum Stadtkreis Selenogradsk.

## Kirche
Darienen mit seiner überwiegend evangelischen Einwohnerschaft war bis 1945 in das Kirchspiel Cranz-Sarkau (russisch: Selenogradsk-Lesnoi) eingepfarrt und gehörte zum Kirchenkreis Königsberg-Land II innerhalb der Kirchenprovinz Ostpreußen der Kirche der Altpreußischen Union. Letzter deutscher Geistlicher war Pfarrer Waldemar Leege. Auch heute liegt Werbnoje im Einzugsbereich der – in den 1990er Jahren neu entstandenen evangelisch-lutherischen – Gemeinde in Selenogradsk (Cranz), jetzt eine Filialgemeinde der Auferstehungskirche in Kaliningrad (Königsberg) in der Propstei Kaliningrad der Evangelisch-lutherischen Kirche Europäisches Russland.

## FAPSI-Kontrollzentrum
Heute befindet sich südwestlich der Siedlung Werbnoje ein weitflächig angelegtes Kontrollzentrum der Föderalen Agentur für Regierungsfernmeldewesen und Information (FAPSI, russisch: Federalnoje Agentstwo Prawitelstwennoi Swjasi i Informazii - ФАПСИ).

## Persönlichkeiten
- Hugo Tortilowicz von Batocki-Friebe (* 1878; † 12. Juli 1920 in Darienen), königlich preußischer Landrat